# ジュリア・ウラソフ
ジュリア・ウラソフ（英語: Julia Vlassov, ロシア語: Юлия Власов, 1990年8月29日 - ）は、ロシアサンクトペテルブルク生まれのアメリカの女性フィギュアスケート選手。2006年世界ジュニア選手権ペアチャンピオン。父は1977年世界選手権ペア銀メダリストのアレクサンドル・ウラソフ。パートナーはドリュー・ミーキンス。ロシア系アメリカ人。

## 経歴
ロシアのサンクトペテルブルクに生まれ、4歳のときに父アレクサンドル・ウラソフとともにアメリカへ移住し、5歳でスケートを始めた。当初は女子シングルの選手として活動していたが、2002年よりドリュー・ミーキンスと組みペアへ転向した。
2003-2004年シーズン、全米選手権ノービスクラスで優勝し、翌2004-2005年シーズンよりISUジュニアグランプリへ参戦した。ジュニアグランプリではJGPベオグラード・スパローで優勝、同シーズンの全米選手権ジュニアクラスで2位となり、初出場の世界ジュニア選手権では9位となる。2005-2006年シーズン、JGPファイナルでは2位、2度目の出場となった世界ジュニア選手権では優勝を果たした。
2006-2007年シーズンよりシニアに完全転向し、ネーベルホルン杯で2位となりISUグランプリシリーズにも参戦。2007-2008年シーズン、当初スケートカナダとロシア杯への出場を予定していたが、ドリュー・ミーキンスとのペア解散を発表。

## 主な戦績
| 大会/年                   | 2004-05 | 2005-06 | 2006-07 |
| ------------------------- | ------- | ------- | ------- |
| 全米選手権                | 2 J     | 3 J     | 7       |
| GPNHK杯                   |         |         | 5       |
| GP中国杯                  |         |         | 6       |
| ネーベルホルン杯          |         |         | 2       |
| 世界Jr.選手権             | 9       | 1       |         |
| JGPファイナル             | 4       | 2       |         |
| JGPクロアチア杯           |         | 3       |         |
| JGPアンドラ杯             |         | 2       |         |
| JGPウクライナ記念         | 3       |         |         |
| JGPベオグラード・スパロー | 1       |         |         |

- J = ジュニアクラス

### 詳細
| 2006-2007 シーズン     |                                              |         |         |          |
| 開催日                 | 大会名                                       | SP      | FP      | 結果     |
| 2007年1月21日-28日     | 全米フィギュアスケート選手権（スポケーン）   | 9 49.69 | 5 98.24 | 7 147.93 |
| 2006年11月30日-12月3日 | ISUグランプリシリーズ NHK杯（長野）          | 6 45.96 | 5 89.49 | 5 135.45 |
| 2006年11月9日-12日     | ISUグランプリシリーズ 中国杯（南京）         | 6 43.76 | 6 81.79 | 6 125.55 |
| 2006年9月29日-10月1日  | 2006年ネーベルホルン杯（オーベルストドルフ） | 2 46.97 | 2 94.15 | 2 141.12 |

| 2005-2006 シーズン  |                                                             |         |         |          |
| 開催日              | 大会名                                                      | SP      | FP      | 結果     |
| 2006年3月6日-12日   | 2006年世界ジュニアフィギュアスケート選手権（リュブリャナ）  | 4 45.44 | 1 92.61 | 1 138.05 |
| 2006年1月7日-15日   | 全米フィギュアスケート選手権 ジュニアクラス（セントルイス） | 3 49.86 | 3 88.99 | 3 138.85 |
| 2005年12月24日-27日 | 2005/2006 ISUジュニアグランプリファイナル（オストラバ）     | 3 45.54 | 2 87.77 | 2 133.31 |
| 2005年10月6日-9日   | ISUジュニアグランプリ クロアチア杯（ザグレブ）              | 2 45.19 | 3 85.84 | 3 131.03 |
| 2005年9月8日-11日   | ISUジュニアグランプリ アンドラ杯（カニーリョ）              | 1 42.61 | 3 78.53 | 2 112.72 |

| 2004-2005 シーズン    |                                                              |         |         |          |
| 開催日                | 大会名                                                       | SP      | FP      | 結果     |
| 2005年2月28日-3月6日  | 2005年世界ジュニアフィギュアスケート選手権（キッチナー）     | 7 45.42 | 9 75.68 | 9 121.10 |
| 2004年12月2日-5日     | 2004/2005 ISUジュニアグランプリファイナル（ヘルシンキ）      | 3 49.83 | 5 83.37 | 4 133.20 |
| 2004年9月30日-10月3日 | ISUジュニアグランプリ ウクライナ記念（キエフ）               | 3 43.71 | 3 78.62 | 3 122.33 |
| 2004年9月23日-26日    | ISUジュニアグランプリ ベオグラード・スパロー（ベオグラード） | 2 45.60 | 2 83.36 | 1 128.96 |